# Elisabeth Abad i Giralt
Elisabeth Abad i Giralt (Esplugues de Llobregat, 1962) és una advocada i política catalana, diputada al Parlament de Catalunya en la IX legislatura i senadora en la XI legislatura.

## Biografia
És llicenciada en Dret per la Universitat de Barcelona, especialitzada en Dret Administratiu i Processal, també té un mestratge en dret català i és diplomada en Funció Gerencial a les Administracions Públiques per ESADE i en Política i Govern. El febrer de 2011 va substituir en el seu escó Irene Rigau i Oliver, escollida diputada a les eleccions al Parlament de Catalunya de 2010. Ha estat portaveu del grup parlamentari de CiU en la Comissió de Cooperació i Solidaritat.
No es va presentar a la reelecció i en gener de 2013 fou nomenada directora del Centre d'Iniciatives per a la Reinserció, empresa pública del Departament de Justícia de la Generalitat de Catalunya. En novembre de 2015 dimití del càrrec i en gener de 2016 fou designada senadora pel Parlament de Catalunya.